# چله‌گاه (جاذبه طبیعی)
چله گاه نام یکی از جاذبه‌های طبیعی استان فارس می‌باشد که در ۱۰ کیلومتری شهراردکان (فارس) (سپیدان) واقع می‌باشد.

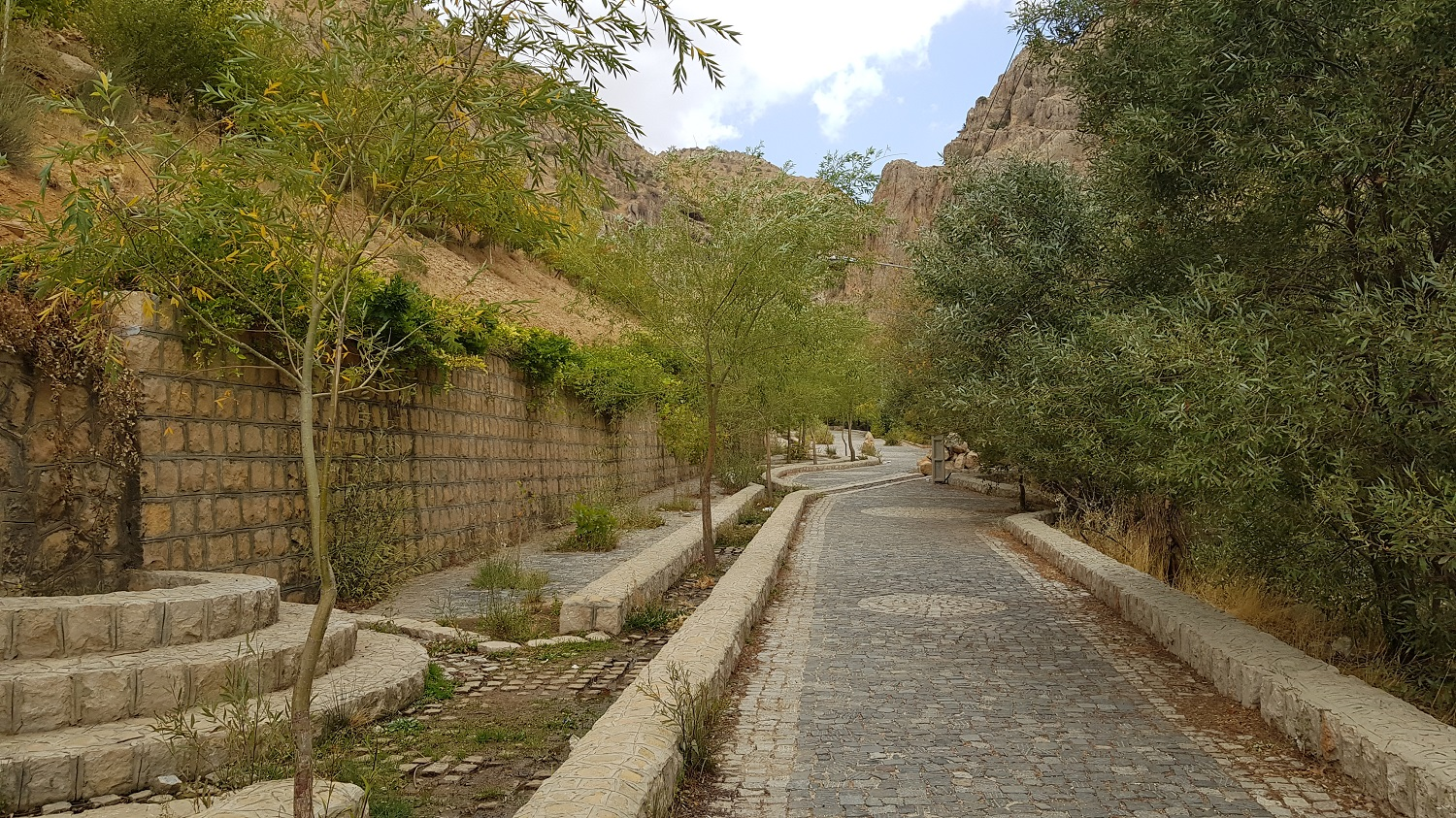
چله گاه در مهر ماه ۹۷

این گردشگاه، در فصل‌های بهار و تابستان پذیرای انبوهی از مردم است.